# Juri Anatoljewitsch Rosanow
Juri Anatoljewitsch Rosanow (russisch Юрий Анатольевич Розанов, englische Transkription Yuri Anatolievich Rozanov; * 7. Dezember 1934) ist ein russischer Mathematiker, der sich mit Wahrscheinlichkeitstheorie und stochastischen Prozessen befasst.
Rosanow wurde 1957 bei Andrei Kolmogorow promoviert und habilitierte sich 1963 (russischer Doktortitel). Er lehrte an der Lomonossow-Universität und am Steklow-Institut. Später ging er nach Italien und forschte für den nationalen italienischen Forschungsrat (Consiglio Nazionale delle Ricerche, CNR) in Mailand. 1970 erhielt er den Leninpreis.

## Schriften
- mit Amiel Feinstein: Stationary Random Processes, Holden-Day 1967
- mit Richard Silverman: Introductory Probability Theory, Prentice-Hall 1969
- mit Juri Wassiljewitsch Prochorow: Probability Theory, Grundlehren der mathematischen Wissenschaften 157, Springer 1969
- Wahrscheinlichkeitstheorie, Wissenschaftliche Taschenbücher, Berlin: Akademie Verlag 1970
- Probability Theory: a concise course, Dover 1977
- Infinite-dimensional Gaussian distributions, American Mathematical Society 1971
- Innovation Processes, Wiley 1977
- Markov Random Fields, Springer 1982
- Introduction to random processes, Springer 1987
- Probability theory, random processes, and mathematical statistics, Kluwer 1995
- Random fields and stochastic partial differential equations, Kluwer 1998